# Hongguo
Hongguo är en socken i Kina. Den ligger i provinsen Sichuan, i den sydvästra delen av landet, omkring 450 kilometer söder om provinshuvudstaden Chengdu. Antalet invånare är 5 347. Befolkningen består av 2 598 kvinnor och 2 749 män. Barn under 15 år utgör 28,0 %, vuxna 15-64 år 58 %, och äldre över 65 år 12,0 %.
Genomsnittlig årsnederbörd är 1 047 millimeter. Den regnigaste månaden är juli, med i genomsnitt 266 mm nederbörd, och den torraste är januari, med 4 mm nederbörd.